# Titularbistum Iria Flavia
Iria Flavia ist ein Titularbistum der römisch-katholischen Kirche. Es geht zurück auf einen ehemaligen Bischofssitz in der galicischen Gemeinde Padrón. Das Bistum unterstand dem Metropolitanbistum Braga.
| Titularbischöfe von Iria Flavia |                               |                              |                  |     |
| Nr.                             | Name                          | Amt                          | von              | bis |
| 1                               | Ernst Franz Gerd Werner Dicke | Weihbischof im Bistum Aachen | 16. Februar 1970 |     |